# Küp peyniri
Küp peyniri, Çanak peyniri o Çömlek peyniri (lit. formatge de tenalla en turc) és un formatge a la cuina turca. Es fa amb llet d'ovella i de vaca sense desengreixar. Primer es filtra l'aigua del formatge fresc i se li sala i després es col·loca dins d'una tenalla de fang -o últimament de plàstic- i la boca se segella amb una massa o fang, després de cobrir (protegir) el formatge amb fulles de vinya o un drap blanc net i es deixa a madurar diverses setmanes. Aquest "descans" de les tenalles es realitza sota terra o en les coves de Capadòcia, ja que aquest formatge és una especialitat de la Regió d'Anatòlia Central. En aquest temps les llavors de çörekotu (pebreta) que té el formatge dins li dona una aroma especial.